# Сенд-Кей
Сенд-Кей, також відомий як острів Бейлан (філ. Pulo ng Bailan) і острів Сон-Ка (в'єт. Đảo Sơn Ca) — острів на північній околиці берега Тізард островів Спратлі в Південно-Китайському морі. Маючи площу 7 га, він є дев'ятим за величиною та четвертим за розміром островів Спратлі, що знаходяться під управлінням В'єтнаму. Острів був окупований В'єтнамом з 1974 року (спочатку Південним В'єтнамом, потім Соціалістичною Республікою В'єтнам після 1975 року). На нього також претендують Китай (КНР), Філіппіни, В'єтнам і Тайвань.

## Суверенітет
Острів був окупований В'єтнамом з 1974 року (спочатку Південним В'єтнамом, потім Соціалістичною Республікою В'єтнам після 1975 року). До другої половини 20 століття жодна нація не мала повного суверенітету на островах.

## Географія

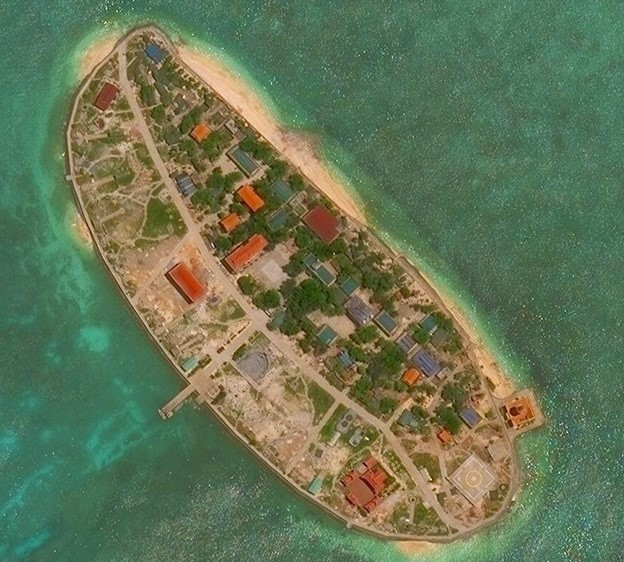
Сенд-Кей у 2020 році

Частина берегу Тізард, Сенд-Кей розташований 11,5 км на схід від острова Іту-Аба, який окупований Тайванем. Острів 450 м завдовжки та 102 м в ширину, має висоту 3,5 до 3,8 м під час відливу. На Сенд-Кей знаходиться маяк висотою 41 м. Санд-Кей зазвичай плутають із Сенді-Кей, який є піщаною мілиною (кораловим рифом) поблизу острова Тіту.
У 2022 році в новинах повідомлялося, що в'єтнамський уряд займався поглибленням дна і захороненням відходів, щоб збільшити площу Сенд-Кей, острова Наміїт і рифу Пірсон. Загальна площа землі, відновленої під час цих дій, оцінювалася в 170 га.

## Екологія
На Сенд-Кей немає джерел природної прісної води, але кораловий пісок острова вкритий тонким шаром родючого гумусу, змішаного з гуано. Рослинність в основному складається з видів Barringtonia asiatica, Ipomoea pes-caprae і Casuarinaceae, а також деяких видів трав. В останні роки жителі острова вирощують фруктові дерева, такі як помело, джекфрут, драконовий фрукт, цукрове яблуко та гуава. Піщаний берег зазвичай відвідують морські птахи, а навколишні води багаті рибою, морськими равликами та морськими огірками.